# Gauthier d'Orchies
 (mars 2023).
Si vous disposez d'ouvrages ou d'articles de référence ou si vous connaissez des sites web de qualité traitant du thème abordé ici, merci de compléter l'article en donnant les références utiles à sa vérifiabilité et en les liant à la section « Notes et références ».
Gauthier d’Orchies, ou d’Ochies, est le 22e abbé général de Cîteaux de début 1219 à 1236.

## Biographie
Gauthier d’Orchies fut d’abord abbé entre 1198 et 1219 de l’ancienne abbaye cistercienne Notre-Dame de Longpont, à proximité de Soissons, actif au sein de plusieurs arbitrages et dans l’administration de biens et vignobles.
Il est ensuite élu à la tête de l’abbaye de Cîteaux en 1219. En 1220, il demande au pape Honorius III la canonisation de Robert de Molesme. Cette canonisation est reconnue en 1221, puis la même année (ou en 1222), Gauthier d’Orchies obtient du chapitre général de reconnaître ce nouveau saint comme le premier abbé de Cîteaux.
Ce même chapitre général prescrit des célébrer des messes de la sainte Vierge, de soumettre les frères convers à des épreuves plus rigoureuses, de les laisser durant six mois en habit séculier, et d’endiguer l’excessive multiplication des couvents de religieuses.
En illustration de ce dernier point, Gauthier d’Orchies intervient en au moins deux circonstances dans ces conflits de filiation : en 1219, en écrivant à l’abbé de l’abbaye de Noirlac pour lui confirmer que l’abbaye cistercienne féminine de Bussière en Auvergne (et dont il ne reste que des ruines) de « fille de l’Éclache », et n’a pas vocation à être affiliée à Noirlac ; dans le cadre d’un arbitrage au cours du XIIIe siècle entre l’abbaye de moniales cisterciennes de Mollèges et son hôpital attenant de Beaulieu d’un côté, et les archevêques d’Arles de l’autre.
Le chapitre général cistercien de 1226 confirme bien l’affiliation cistercienne et l’autonomie de ce monastère, soutenu par la demande de l’archevêque d’Arles Hugues Béroard auprès de Gauthier d’Orchies. Toutefois, l’attitude des archevêques suivants changera radicalement. En plusieurs circonstances, notamment au début des années 1220, il intervient dans la résolution de différents ou d’affaires difficiles, par exemple en 1222 entre le roi de France Louis IX et l’évêque de Paris, en 1223 entre le chapitre de la cathédrale de Langres et les moines de Hauterive, ou encore en 1229 entre le roi de France Louis IX et le roi d’Angleterre Henri III.
Selon les auteurs, il meurt en 1233, 1234 ou 1236.